# Misja Starokatolicka we Francji
Misja Starokatolicka we Francji (fr: Communaute Vieille Catholiqe D'Alsace Union Utrecht)  – kościół starokatolicki będący misją Unii Utrechckiej Kościołów Starokatolickich. Organem prasowym Kościoła jest pismo "La Flamme". Zwierzchnikiem Kościoła jest ks. Michel Grab, wspólnotę w MKBS reprezentuje abp Joris Vercammen. Kościół posiada dwie wspólnoty w Paryżu oraz Alzacji.
Siedziba misji znajduje się w Marienthal przy ulicy Prieur Hoffer 8.
We Francji ponadto działalność prowadzi kilka innych niezależnych wspólnot starokatolickich, wśród nich: prowincja francuska Kościoła Starokatolickiego Mariawitów, Kościół Świętej Marii, Kościół Katolicki Mariawitów we Francji i Liberalny Kościół Katolicki.

## Historia
Rozwój starokatolicyzmu we Francji zahamowała wojna pruska w latach 1870-1871 i nienawiść Francuzów do Niemców. Ruch ten propagował – zakładając w Paryżu w 1879 Kościół Katolickogallikański, skupiający około 900 wyznawców – ekskarmelita i kaznodzieja w katedrze Notre-Dame, Jacque Loyson. W 1909 powstała także wspólnota w Strasburgu.
Od 1951 we Francji funkcjonuje misja starokatolicka, skupiająca około trzystu niezależnych katolików pozostających pod zwierzchnictwem Kościoła Starokatolickiego w Holandii.
W 1984 nastąpiło odrodzenie wspólnoty starokatolickiej we Francji, a zwierzchnictwo nad nią objęła Międzynarodowa Konferencja Biskupów Starokatolickich. Jesienią 2006 akces do nielicznej grupy niezależnych katolików zgłosiła Wspólnota Dobrego Pasterza z Prisches, obecnie trwa proces afiliacyjny.

## Nauka Misji Starokatolickiej we Francji
Doktryna Starokatolicka opiera się na nauce niepodzielonego Kościoła Powszechnego pierwszych wieków, ujętej w ustaleniach Soborów Ekumenicznych. Starokatolicy najwyższą cześć oddają Bogu, wyznają wiarę w realną obecność ciała i krwi pańskiej w Eucharystii, zaś komunia jest udzielana pod dwiema postaciami: chleba i wina. Eucharystia nie jest w starokatolicyzmie powtórzeniem ofiary Chrystusa, a jej upamiętnieniem czy też uobecnieniem. W starokatolicyzmie istnieje również kult Maryi Panny, jednak odrzucany jest dogmat o jej Niepokalanym Poczęciu i Wniebowzięciu, zniesione zostały dogmaty przyjęte przez Kościół zachodni po rozłamie z Kościołem wschodnim. Starokatolicy oddają cześć także aniołom, apostołom, męczennikom i świętym. Kościół umożliwia spowiedź w konfesjonale, ale wiernym odpuszcza się grzechy także w trakcie mszy podczas spowiedzi powszechnej. Kościoły starokatolickie nie uznają nieomylności i władzy papieży. Duchownym Kościoła starokatolickiego może być zarówno mężczyzna jak i kobieta, który(a) ukończył(a) wyższe studia teologiczne na uniwersytecie oraz Seminarium Duchowne.